# Sebastián Uranga
Sebastián Raúl Uranga (n. 4 de enero de 1964, Paraná, Entre Ríos) es un exbaloncestista y entrenador. Se desempeñaba en la posición de ala pívot y desarrolló su carrera en Argentina, participando en las primeras quince ediciones de la Liga Nacional de Básquet y participando de varias convocatorias con la Selección de baloncesto de Argentina, habiendo jugado tres mundiales. Es padre del también baloncestista, Sebastián Uranga. Actualmente es director deportivo de la Confederación Argentina de Básquetbol.

## Carrera

### Jugador
Sus primeros pasos en el básquet los dio en Estudiantes de Paraná. El 2 de febrero de 1981 llegó a Ferro Carril Oeste, de Buenos Aires, que participaba en el Campeonato Argentino de Clubes. El año siguiente, el club conquistó el sudamericano de 1982, clasificando así a la Copa William Jones de 1982.  
En 1985, de la mano de León Najnudel, se dio inicio a la Liga Nacional de Básquet y Uranga fue partícipe de la temporada inaugural, siendo su debut el 28 de abril de 1985 contra Deportivo Morón. Ese mismo año, Ferro consiguió el título y Sebastián fue elegido mejor jugador de las finales.
El año siguiente vistió la camiseta de Echagüe, de su ciudad natal, que había conseguido el ascenso a la Liga Nacional de Básquet la temporada anterior. Participó de la liga 1987 con Unión de Santa Fe y retornó a Ferro en 1988. Nuevamente participó en el sudamericano de clubes y repitió título en la Liga Nacional de Básquet, esta vez con la dirección técnica de León Najnudel. Tras tres temporadas en Ferro, pasó a Gimnasia y Esgrima de Comodoro Rivadavia, donde también permaneció durante tres temporadas, para luego vestir la camiseta de Boca Juniors en la Liga Nacional de Básquet 1993-94. 
En 1994 pasó a Olimpia de Venado Tuerto y participó del período más exitoso de la historia del club. Fue integrante del plantel campeón de la Liga Nacional de Básquet 1995-96, la Liga Sudamericana de Clubes 1996 y el subcampeonato de la Copa Intercontinental FIBA 1996, frente a Panathinaikos BC. Luego de un año en Quilmes de Mar del Plata y una temporada más en Olimpia, se retiró del baloncesto profesional.

### Entrenador
Entre 2004 y 2007 fue entrenador de Unión de Santa Fe en la Liga B. Dirigió a Asociación Española de Charata en el Torneo Nacional de Ascenso 2007-08. Su última experiencia como técnico fue en Atlético Echagüe Club, entre 2012 y 2014.

## Selección nacional
Uranga tuvo una extensa carrera como jugador de la Selección de baloncesto de Argentina, iniciándose con participaciones en el Sudamericano y en el Panamericano Juvenil de 1982, y el Mundial Juvenil del año siguiente. Su debut en la selección mayor fue en el Preolímpico 1984 disputado en San Pablo, Brasil.
Participó de los preolímpicos de 1984, 1988 y 1992, los sudamericanos de 1987 (donde fue campeón), 1989, 1991 y 1993, los premundiales de 1989 y 1993 y los Juegos Panamericano de 1991. A nivel mundialista participó de los Mundiales de 1986, 1990 y 1994.

## Trayectoria

### Jugador
- 1981 - 1985:  Ferro Carril Oeste.
- 1986:  Atlético Echagüe Club.
- 1987:  Unión de Santa Fe.
- 1988 - 1990:  Ferro Carril Oeste.
- 1990 - 1993:  Gimnasia y Esgrima (CR).
- 1993 - 1994:  Boca Juniors.
- 1994 - 1997:  Olimpia (VT).
- 1997 - 1998:  Quilmes (MDP).
- 1998 - 1999:  Olimpia (VT).

### Entrenador
- 2004 - 2007:  Unión de Santa Fe.
- 2007 - 2008:  Asociación Española Mutual, Cultural y Deportiva de Charata.
- 2012 - 2014:  Atlético Echagüe Club.

## Palmarés

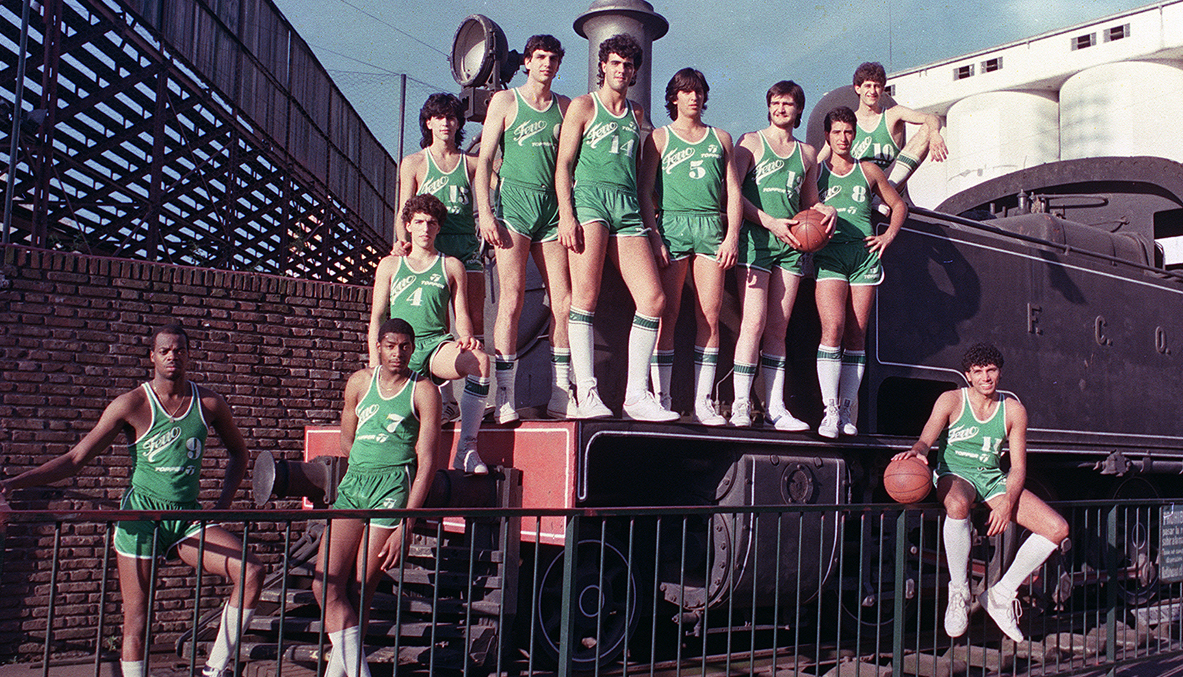
Uranga (camiseta 12) junto al plantel de Ferro campeón en 1985.

### Jugador

#### Campeonato Nacionales
- Liga Nacional de Básquet (3) :
  - Ferro Carril Oeste: 1985, 1989.
  - Olimpia (VT): 1995-96.

#### Campeonatos internacionales
- Campeonato Sudamericano de Baloncesto (1) :
  - Selección Argentina: Paraguay 1987.

- Campeonato Sudamericano de Clubes Campeones (1) :
  - Ferro Carril Oeste: 1982.

- Liga Sudamericana de Clubes (1) :
  - Olimpia (VT): 1996.

#### Consideraciones personales
- MVP de las Finales de la Liga Nacional de Básquet: 1985.
- Participante del Juego de las Estrellas de la Liga Nacional de Básquet: 1988, 1989, 1990, 1991, 1992, 1993, 1996, 1997 y 1998.
- Olimpia de Plata en 1989.